# Litomyšlský symfonický orchestr
Litomyšlský symfonický orchestr (LSO) je amatérský symfonický orchestr se sídlem v Litomyšli, rodišti Bedřicha Smetany. Zabývá se klasickou orchestrální hudbou. Bez přerušení kontinuity vystupuje od roku 1947. Svůj název používá LSO od roku 1958. Orchestr spolupracoval i s významnými sólisty (např. Boris Krajný, Eduard Haken, Jaroslav Svěcený, Leoš Čepický, Ivan Ženatý, Rudolf Rokl, Bohuslav Matoušek) nebo významnými hostujícími dirigenty (Václav Neumann, Petr Vronský).

## Historie

### Filharmonie Litomyšlská
Počátky orchestrální hudby v Litomyšli spadají do roku 1876, kdy byla amatérsky provedena Smetanova Prodaná nevěsta. Orchestr však byl sestavován pouze příležitostně. Nejslavnější příležitostí pro sestavení a produkci takového orchestru bylo odhalení pamětní desky Bedřichu Smetanovi v roce 1880 za přítomnosti samotného skladatele. Prvním orchestrem pořádajícím koncerty populárních klasických skladeb byla od roku 1904 dvacetičlenná Filharmonie Zavadilská. Stálý orchestr pak byl v Litomyšli založen v roce 1912 a vystupoval pod názvem Filharmonie Litomyšlská. Jejím dirigentem se stal Břetislav Šťastný. V období první světové války byla činnost orchestru přerušena a po ní obnovena v roce 1922 pod vedením Jaromíra Metyše. V té době orchestr spolupracoval s předními sólisty, jako byli Marie Podvalová, Václav Zítek, Bohuš Heran nebo František Ondříček. V letech 1930-44 byly kompletně provedeny opery Dráteník, Vorař, Dvě vdovy, Prodaná nevěsta, Dalibor a V studni a byly uskutečněny i rozhlasové nahrávky.

### Obnovená filharmonie
Druhou odmlku v pravidelné činnosti způsobila druhá světová válka. Po ní začal od roku 1946 obnovený orchestr působit pod názvem Litomyšlská filharmonie. V letech 1947–1961 působili s orchestrem téměř současně tři dirigenti (Jaromír Metyš, Ladislav Kasal, Pavel Čotek). V osobě Ladislava Kasala dostal orchestr vedoucího, který absolvoval několik lekcí dirigování u Václava Talicha. V tomto období orchestr spolupracoval například se sólisty Jiřím Bělohlávkem (tehdy klavíristou), Janem Panenkou a Bohušem Heranem.

### LSO
- Po několika změnách názvu v 50. letech 20. století vynucených změnami zřizovatele začal od roku 1958 vystupovat pod ustáleným názvem Litomyšlský symfonický orchestr (LSO).[6] Roku 1968 přivedl dirigent Jan Doležal ke spolupráci s orchestrem hosty z brněnského Státního divadla (Národní divadlo v Brně).[7] Od té doby orchestr spolupracuje převážně s jeho profesionálními hráči na dechové nástroje, ale také s violoncellisty a kontrabasisty. Pro potřeby většího obsazení orchestr navázal spolupráci s hudebníky z měst a obcí širokého okolí (z Vysokého Mýta, Chocně, Hradce Králové, Svitav, Ústí nad Orlicí, Ostrého Kamene atd.).
- Na práci Jana Doležala ve vedení orchestru po jeho odchodu do plzeňské operety v roce 1970 navázal Pavel Nádvorník. Pokračování spolupráce s členy orchestru Janáčkovy opery v Brně umožnilo nastudování mnoha symfonických děl a rozvinula se tradice doprovázení profesionálních sólistů v provedení symfonických koncertů (Boris Krajný, Jindra Kramperová, Bohuslav Matoušek, Milan Zelenka, František Maxián, Václav Žilka, Stanislav Bogunia, Eduard Haken a další).
- Po smrti Pavla Nádvorníka v roce 1987 se do čela orchestru postavila první žena za dirigentským pultem Dana Ludvíčková. Za jejího působení se díky významné podpoře komorní skupiny rozšířily repertoárové možnosti orchestru (skladby starých mistrůJosefa Myslivečka, Pavla Josefa Vejvanovského, Georga Philippa Telemanna, Johanna Adolfa Hasseho a autorů 20. století Leoše Janáčka, Slávy Vorlové, Miloše Štědroně a dalších). Pod vedením Dany Ludvíčkové se od 90. let 20. století začal orchestr prezentovat v zahraničí. Opakovaně navštívil Nizozemsko, Rakousko, Itálii, Slovensko. Pokračovala spolupráce s profesionálními sólisty (Due Boemi di Praga, Bohuslav Matoušek, Lubomír Malý, Ivan Ženatý, Rudolf Rokl). V rámci jednoho koncertu s Rudolfem Roklem a jeho dvěma kolegy Františkem Rabou (kontrabas) a Janem Žižkou (bicí) spojil orchestr dva žánry - klasickou hudbu a jazz při provedení Mozartovy předehry k opeře Figarova svatba, Koncertu pro klavír a orchestr C dur a Roklovy jazzové skladby Classic 76.[8] V roce 1992 v programu Litomyšlský hudební salón hostoval za dirigentským pultem LSO Václav Neumann při provedení České písně Bedřicha Smetany.
- V roce 2006 vystřídal Danu Ludvíčkovou ve vedení orchestru vysokomýtský učitel češtiny a hudební výchovy Jan Šula. V orchestru do té doby hrál od roku 1988 na violu. I on vedl orchestr na mnoha koncertech v Česku i za jeho hranicemi. Kromě tří zájezdů do Nizozemska a tří na Slovensko vedl orchestr na dvou turné v Německu.

### Nadační fond
Dne 29. 11. 1994 byla založena Nadace Litomyšlského symfonického orchestru. Zakladateli byli Václav Knettig, Dana Ludvíčková a Miroslav Matějka. Po transformaci v roce 1998 došlo ke změně na Nadační fond Litomyšlského symfonického orchestru. Tento subjekt veškerou činnost orchestru řídí a finančně podporuje.

## Koncertní činnost
Repertoár orchestru tvoří skladby od baroka po 20. století. Například byla provedena následující díla: Beethovenova 5. symfonie, 4. a 5. klavírní koncert, Haydnova symfonie Na odchodnou, Schubertova Nedokončená symfonie, Mozartova Symfonie č. 39 Es dur, Gershwinova Rhapsody in Blue, Novákova Slovácká suita, Rodrigův Concierto de Aranjuez a mnoho dalších. Dramaturgie LSO se cíleně zaměřuje jak na interpretaci děl již známých a osvědčených, tak na uvádění nových nebo již zapomenutých skladeb. Orchestr má na svém kontě již několik premiér regionálních autorů (Milan Toušek, David Lukáš).

## Nahrávací činnost

### Rozhlasové nahrávky
V letech 1935, 1936, 1937 a 1946 byly realizovány 4 rozhlasové nahrávky.
V roce 1977 byla v Čs. rozhlase Hradec Králové nahrána Malá suita pro smyčcový orchestr Eduarda Dřízgy Archivováno 30. 6. 2020 na Wayback Machine..

### Gramofonové a CD nahrávky
- LP Festival neprofesionálních komorních a symfonických těles Frýdek-Místek '89, Antonín Dvořák Česká suita - Romance, nahráno 7.-12.11.1989 při festivalu ve Frýdku-Místku, vydal SUPRAPHON PRAHA 1990 -111184-1|9|1|2|, hudební režie František Mixa, zvuková režie Ivo Roubal, odpovědný redaktor Ludvík Pyško
- CD Tschjechische kerstliedern en Tschjechische kerst mis "Hej, mistře"/ České vánoční písně a Česká mše vánoční "Hej, mistře", nahráno 15.10.1994 v kostele ve Westzaan, Holandsko, vydal DURECO Weesp 1995 - 11 60612, produkce Jan Quintus Zwart. Účinkují: pěvecký sbor Smetana Hradec Králové, řídí Luboš Klimeš, Litomyšlský symfonický orchestr, řídí Dana Ludvíčková, Slávka Tyrkasová (soprán), Jana Ehrenbergerová (alt), Zdeněk Licek (tenor), Bronislav Vávra (bas), Karel Hiner (varhany)
- CD Litomyšlský symfonický orchestr Vejvanovský - Händel - Haydn, nahráno v listopadu 1998 ve Smetanově domě v Litomyšli, vydala Nadace LSO, hudební režie Jan Kyselák, zvuková režie Václav Vlachý. Účinkují: Litomyšlský symfonický orchestr, řídí Dana Ludvíčková, Jiří Houdek st. (trubka), Jiří Houdek ml. (trubka)
- CD Mozart "versus" Salieri, záznam živého koncertu 5.4.2000 ve Smetanově domě v Litomyšli, vydal Nadační fond LSO. Účinkují: Litomyšlský symfonický orchestr, řídí Jan Šula, Jiří Kuchválek (housle), Milan Řehák (viola)
- CD Antonín Dvořák Stabat Mater, 530. Litomyšlský hudební večer, nahráno 21.5.2014 ve Smetanově domě v Litomyšli, vydal Nadační fond LSO. Účinkují: Litomyšlský symfonický orchestr, řídí David Lukáš, pěvecké sbory Smetana Hradec Králové, Bendl Česká Třebová, Vlastimil Litomyšl, Mužský pěvecký sbor Litomyšl, Lucie Hájková (soprán), Václava Krejčí Housková (alt), Dušan Růžička (tenor), David Szendiuch (bas)

## Dirigenti
- Břetislav Šťastný (1912–1914)
- Jaromír Metyš (1922–1958)
- Ladislav Kasal (1947–1960)
- Pavel Čotek (1950–1952)
- Bohumil Kmoníček (1961–1968)
- Jan Doležal (1968–1970)
- Pavel Nádvorník (1970–1986)
- Dana Ludvíčková (1987–1999)
- Jan Šula (1999–2005, 2006–2011)
- Jan Fajfr (2005-2006, 2011)
- David Lukáš (2011—)

### Audiovizuální zdroje
- Televizní pořad CMS TV, 20.4.2007: LITOMYŠL - Místní symfonický orchestr slaví své šedesáté jubileum Archivováno 30. 6. 2020 na Wayback Machine.
- Dokument České televize o hudební minulosti a současnosti města Litomyšle. (1994) Kamera V. Svoboda. Režie R. Urban Litomyšl - město hudby
- Rozhlasový pořad Českého rozhlasu, stanice Vltava, 9.6.2010: Litomyšlský symfonický orchestr

### Web
- Oficiální stránky Litomyšlského symfonického orchestru
- Stručná historie orchestru s odkazem na předchozí publikaci k 50. výročí znovuobnovení činnosti